# Раков Микола Петрович
Микола Петрович Раков (1 (14) марта 1908, Калуга — 3 листопада 1990, Москва) — радянський композитор, піаніст, диригент, педагог. Народний артист СРСР (1989). Лауреат Сталінської премії другого ступеня (1946).

## Біографія
у семирічному віці почав брати уроки гри на фортепіано. Згодом настільки захопився скрипкою і так її освоїв, що до своїх дванадцяти років став професіоналом, граючи в калузькому міському оркестрі та виконуючи на скрипці складну музику І. С. Баха.
В 1926 поступив до Московської консерваторії, де навчався композиції у Р. М. Глієра та С. Н. Василенка, закінчив у 1931.
З 1932 — викладав у Московській консерваторії, з 1943 — професор по класу інструментування.
З 1949 виступав як диригент, виконуючи свої твори та твори класичного репертуару. Працюючи в Консерваторії протягом 58 років, виховав ряд відомих композиторів, серед яких Е. В. Денисов, А. Я. Ешпай, В. І. Мураделі, А. Г. Шнітке, а також написав два великих посібники з оркестровки.
Помер 3 листопада 1990 року. Похований у Москві на Донському кладовищі.

## Творчість
Творча спадщина Ракова містить велику кількість творів у різних жанрах для різних інструментів. Він прославився як автор творів для дітей та юнацтва, але також і великих концертних творів, серед виконавців яких були Д. Ф. Ойстрах, О. М. Каган та ін. Раков виступав як диригент та піаніст, часто виконуючи власні твори.
Основне місце в творчості Ракова займає інструментальна музика (симфонічна та камерна), в якій композитор широко використовує російський народно-пісенний мелос, а також фольклор народів Радянського Союзу (Марійська сюїта, Перша симфонія — на матеріалі наспівів киргизького акина Токтогула Сатилганова, Російська увертюра, 10 фортепіанних п'єс на народні теми та ін.). Для симфонічних творів Ракова характерні барвистість, вишуканість оркестрового письма; серед творів великої форми виділяється Перший концерт для скрипки з оркестром (1944). Композитор багато працював у галузі інструментальної мініатюри. У його музиці переважають ліричні, світлі, замріяні настрою; в ряді творів втілені образи юності (Друга та Третя симфонії, Симфонієта). Раков є творцем обширного педагогічного репертуару для музичних шкіл та училищ, що включає твори для фортепіано, струнних, духових та народних інструментів, для різних за складом ансамблів, учнівських концертів.

## Основні твори
Твори для оркестру
- Чотири симфонії (1940—1973)
- Симфонієта (1958)
- Марійська сюїта (1931)
- Російська увертюра (1947)
- Концертна сюїта (1949)
- Чотири концерти для фортепіано з оркестром (1969—1977)
- Два концерти для скрипки з оркестром (1944, 1963)
- Концертіно для скрипки та струнних (1960)
- Концертна фантазія для кларнета з оркестром (1968)

Камерні твори
- Дві сонати для скрипки та фортепіано (1951, 1974)
- Сонатіна для скрипки та фортепіано (1959)
- Дев'ять п'єс для віолончелі та фортепіано (1959)
- Два квартету для чотирьох віолончелей (1984, 1986)
- Соната для флейти та фортепіано (1970)
- Дві сонати для гобоя та фортепіано (1951, 1978)
- Дві сонати для кларнета та фортепіано (1956, 1975)
- Сонатина для кларнета та фортепіано (1963)
- Три сонатини для арфи та фортепіано (1965, 1970, 1971)
- Пісні та романси

Твори для фортепіано
- Чотири сонати
- 14 сонатин
- Варіації
- П'ять прелюдій
- Двадцять концертних етюдів
- «Акварелі» та ін.

## Нагороди та премії
- Сталінська премія другого ступеня (1946) — за концерт для скрипки з оркестром
- заслужений діяч мистецтв РРФСР (1966)[5]
- Народний артист СРСР (1989)
- Народний артист РРФСР (1975)